# Xinqiaohe (köpinghuvudort i Kina, Hunan Sheng, lat 28,61, long 112,19)
Xinqiaohe (kinesiska: 新桥河, 新桥河镇) är en köpinghuvudort i Kina. Den ligger i provinsen Hunan, i den södra delen av landet, omkring 89 kilometer nordväst om provinshuvudstaden Changsha. Antalet invånare är 77 842. Befolkningen består av 37 902 kvinnor och 39 940 män. Barn under 15 år utgör 16,0 %, vuxna 15-64 år 73 %, och äldre över 65 år 10,0 %.
Runt Xinqiaohe är det tätbefolkat, med 683 invånare per kvadratkilometer. Närmaste större samhälle är Taohuajiang, 11,2 km sydväst om Xinqiaohe. Trakten runt Xinqiaohe består till största delen av jordbruksmark.
Genomsnittlig årsnederbörd är 1 680 millimeter. Den regnigaste månaden är maj, med i genomsnitt 312 mm nederbörd, och den torraste är december, med 46 mm nederbörd.